# Mystic Defender
Mystic Defender (japanisch 孔雀王2 幻影城 Kujakuō 2: Geneijō, etwa „Pfauenkönig 2: Phantomschloss“) ist ein zweidimensionales Action-Run-and-Gun-Videospiel, das für das Sega Mega Drive veröffentlicht wurde. Ursprünglich in Japan basierend auf dem Anime/Manga Kujaku Ou veröffentlicht, ist es die Fortsetzung von SpellCaster für das Sega Master System.

## Geschichte
Mystic Defender spielt in einer alternativen japanischen Fantasy-Umgebung, in der der anarchistische Zauberer Zareth eine junge Frau namens Alexandra entführt. Zareth plant, Alexandra als Opfer für die Auferstehung eines alten und bösen Gottes namens Zao zu verwenden. Kurz nach der Entführung wird Zareths Plan deutlich, als die Azuchi-Burg – der Wohnort von Zao – aus dem Wasser steigt.
Joe Yamato, ein erfahrener Zauberer, wird gerufen, um Alexandra zu retten und Zareths Plan, Zao wiederzubeleben, zu stoppen, indem er sich seinen Weg durch die dunklen und bizarren Jünger und Dämonen von Zao erkämpft.

## Zauber
Das einzige Mittel zur Verteidigung der Spieler im Spiel ist die Verwendung magischer Zaubersprüche, die der Spieler während des Spiels erlangen kann (indem er die Kraft aufnimmt).
Die Spieler beginnen mit einem einzelnen Energieball, der aufgeladen werden kann, um einen mächtigen Schuss abzufeuern. Sie können jedoch auch eine spirituelle Flamme erwerben, die in gerader und diagonaler Richtung gerichtet werden kann. Wenn sie aufgeladen werden, können sie große Entfernungen erreichen und eine sphärische Kraft, die einen Abpraller auslöst Kugeln um den Bildschirm, die sich bei voller Aufladung vervielfachen.
Abgesehen von diesen Kräften können die Spieler auch eine Fähigkeit zum Löschen des Bildschirms einsetzen, die einen dreiköpfigen Drachen heraufbeschwört, der alle Feinde zerstört und Schüsse auf den Bildschirm abgibt.